# Сигнеус, Закариас
Закариас Сигнеус младший (фин. Zacharias Cygnaeus nuorempi; 23 октября 1763, Ловииса, Швеция — 2 июня 1830, Санкт-Петербург) — первоначально епископ Порво, затем с 1820 года — первый лютеранский епископ Санкт-Петербурга.

## Биография
Закариас Сигнеус младший родился в семье лютеранского епископа Порво Закариаса Сигнеуса старшего. Обучался в университете Турку у профессора Н. Г. Портмана. Рукоположен в пасторский сан в 1782 году, женился в 1792 году, однако брак вскоре распался. Сигнеус повторно вступил в брак, в котором имел 10 детей.
Поддержал присоединение Финляндии к России, что положительно сказалось на его дальнейшей церковной карьере. В 1819 году Сигнеус младший был избран на ту же кафедру, которую когда-то занимал его отец, однако уже через 9 месяцев по приглашению Александра I переехал в Санкт-Петербург.
Здесь он возглавил реорганизованную Лютеранскую Церковь России, став её первым епископом. От императора Сигнеус получил знаки епископского достоинства, которые имели архиереи Православной церкви: митру, посох и облачение. При помощи архиепископа Финляндии Якоба Тенгстрёма епископ начал реорганизацию церковной жизни как Санкт-Петербурга, так лютеранских приходов по всей России. Впрочем, наиболее активно епископ занимался состоянием ингерманландских приходов.
Сигнеус принял участие в подготовке нового церковного закона, однако скончался в 1830 году (закон об органах управления церковью был принят в 1832 году). Похоронная служба была проведена в шведской церкви святой Екатерины.

## Дети
- Фредерик Сигнеус (1807—1881) — профессор эстетики и литературы
- Густав Сигнеус (1810—1886) — генерал-майор
- Андерс Рейнхольд Сигнеус (1815—1889) — государственный советник